# Barão de Itamarati

Armas dos barões de Itamarati

Barão de Itamarati é um título nobiliárquico criado a favor de Francisco José da Rocha Leão.

## Etimologia
"Itamarati" é um nome de etimologia incerta. É provável que provenha de língua indígena brasileira, mas seu significado é incerto segundo o autor Eduardo Navarro, que afirma não parecer correta a suposição de que significaria "rio de pedras pequenas", pela junção de itá (pedra), mirim (pequeno) e ty (rio).

## Titulares
1. Francisco José da Rocha Leão (1774–1853);
2. Francisco José da Rocha Leão (1806–1883) – filho do anterior, visconde e conde de Itamarati.